# Pierre sous Pèze
Pour les articles homonymes, voir Pèze.
La Pierre sous Pèze, appelée aussi Pierre Gingue, est un dolmen situé à La Serre-Bussière-Vieille dans le département de la Creuse.

## Protection
L'édifice a fait l’objet d’un classement au titre des monuments historiques par la liste de 1889.

## Description
Le dolmen a été édifié sur une petite hauteur. Il comporte sept supports (deux à l'est, deux au nord, un à l'ouest, un au sud et le dernier au sud-est) dont la longueur varie de 0,67 à 1,40 m et la hauteur de 0,85 à 1,15 m. La table de couverture mesure 3 m de long sur 2,40 m de large. Les dalles sont en granite. La chambre mesure 1,80 m de longueur sur 1,50 m de largeur pour une hauteur de 1,10 m. Elle est enfouie dans son tumulus sur 0,50 m de profondeur.
Le dolmen comporte un petit tumulus ovalaire de 10,50 m sur 9,30 m dont la hauteur varie de 0,90 à 1,50 m.